# Fotbal na Letních olympijských hrách 2024 – turnaj mužů (soupisky)
Soupisky účastníků fotbalového turnaje mužů na Letních olympijských hrách 2024, který se konal od 24. července do 9. srpna 2024 ve Francii.
| Zlato                | Stříbro            | Bronz             |
| -------------------- | ------------------ | ----------------- |
| Španělsko • Soupiska | Francie • Soupiska | Maroko • Soupiska |

## Skupina A

### Francie
Hlavní trenér:  Thierry Henry
| Jméno                 | Datum narození     | Klub                     |
| Brankáři              | Brankáři           | Brankáři                 |
| --------------------- | ------------------ | ------------------------ |
| Obed Nkambadio        | 7. února 2003      | Paris FC                 |
| Guillaume Restes      | 11. března 2005    | Toulouse FC              |
| Théo De Percin        | 2. února 2001      | AJ Auxerre               |
| Obránci               |                    |                          |
| Castello Lukeba       | 17. prosince 2002  | RB Leipzig               |
| Adrien Truffert       | 20. listopadu 2001 | Stade Rennais FC         |
| Loïc Badé             | 11. dubna 2000     | Sevilla FC               |
| Kiliann Sildillia     | 16. května 2002    | SC Freiburg              |
| Bradley Locko         | 6. května 2002     | Stade Brestois           |
| Soungoutou Magassa    | 8. října 2003      | AS Monaco FC             |
| Chrislain Matsima     | 19. května 2002    | Clermont Foot            |
| Záložníci             |                    |                          |
| Manu Koné             | 17. května 2001    | Borussia Mönchengladbach |
| Maghnes Akliouche     | 25. února 2002     | AS Monaco FC             |
| Désiré Doué           | 3. června 2005     | Stade Rennais FC         |
| Enzo Millot           | 17. července 2002  | VfB Stuttgart            |
| Joris Chotard         | 24. září 2001      | Montpellier HSC          |
| Andy Diouf            | 17. května 2003    | RC Lens                  |
| Johann Lepenant       | 22. října 2002     | Olympique Lyon           |
| Útočníci              |                    |                          |
| Michael Olise         | 12. prosince 2001  | Crystal Palace FC        |
| Arnaud Kalimuendo     | 20. ledna 2002     | Stade Rennais FC         |
| Alexandre Lacazette - | 28. května 1991    | Olympique Lyon           |
| Jean-Philippe Mateta  | 28. června 1997    | Crystal Palace FC        |
| Rayan Cherki          | 17. srpna 2003     | Olympique Lyon           |

### Guinea
Hlavní trenér:  Kaba Diawara
| Jméno                  | Datum narození     | Klub              |
| Brankáři               | Brankáři           | Brankáři          |
| ---------------------- | ------------------ | ----------------- |
| Soumaïla Sylla         | 15. března 2004    | Stade Reims       |
| Mory Keita             | 13. července 2005  | ASM Sangarédi     |
| Lassana Diakhaby       | 1. května 2004     | Valenciennes FC   |
| Obránci                |                    |                   |
| Naby Oularé            | 6. srpna 2002      | Boluspor          |
| Bangaly Cissé          | 28. prosince 2002  | AS Kaloum         |
| Mohamed Soumah         | 13. března 2003    | KAA Gent          |
| Rayane Doucouré        | 30. března 2001    | Red Star FC       |
| Madiou Keita           | 29. srpna 2004     | AJ Auxerre        |
| Chérif Camara          | 21. října 2002     | Hafia FC          |
| Záložníci              |                    |                   |
| Amadou Diawara         | 17. července 1997  | RSC Anderlecht    |
| Naby Keïta -           | 10. února 1995     | Werder Brémy      |
| Ilaix Moriba           | 19. ledna 2003     | Getafe CF         |
| Issiaga Camara         | 2. února 2005      | OGC Nice          |
| Abdoulaye Touré        | 3. března 1994     | Le Havre AC       |
| Sékou Tidiany Bangoura | 5. dubna 2002      | Tuzlaspor         |
| Lass Kourouma          | 30. března 2004    | Levante UD        |
| Útočníci               |                    |                   |
| Aliou Baldé            | 12. prosince 2002  | OGC Nice          |
| Henry Camara           | 6. května 2006     | Atalanta BC       |
| Ousmane Camara         | 3. listopadu 2001  | FC Annecy         |
| Algassime Bah          | 12. listopadu 2002 | Olympiakos Pireus |
| Amadou Diallo          | 13. července 2006  | Stade Rennais FC  |
| Ibrahima Chérif Fofana | 27. října 2006     | AS Kaloum         |

### Nový Zéland
Hlavní trenér:  Darren Bazeley
| Jméno             | Datum narození    | Klub                   |
| Brankáři          | Brankáři          | Brankáři               |
| ----------------- | ----------------- | ---------------------- |
| Alex Paulsen      | 4. července 2002  | Wellington Phoenix FC  |
| Kees Sims         | 27. března 2003   | GAIS                   |
| Henry Gray        | 29. března 2005   | Ipswich Town FC        |
| Obránci           |                   |                        |
| Michael Boxall    | 18. srpna 1988    | Minnesota United FC    |
| Sam Sutton        | 10. prosince 2001 | Wellington Phoenix FC  |
| Tyler Bindon      | 27. ledna 2005    | Reading FC             |
| Finn Surman       | 23. září 2003     | Wellington Phoenix FC  |
| Lukas Kelly-Heald | 18. března 2005   | Wellington Phoenix FC  |
| Matthew Sheridan  | 9. května 2004    | Wellington Phoenix FC  |
| Isaac Hughes      | 25. března 2004   | Wellington Phoenix FC  |
| Záložníci         |                   |                        |
| Joe Bell          | 27. dubna 1999    | Viking FK              |
| Matthew Garbett - | 13. dubna 2002    | NAC Breda              |
| Ben Old           | 13. srpna 2002    | Wellington Phoenix FC  |
| Sarpreet Singh    | 20. února 1999    | FC Hansa Rostock       |
| Fin Conchie       | 10. srpna 2003    | Wellington Phoenix FC  |
| Lachlan Bayliss   | 24. července 2002 | Newcastle Jets FC      |
| Útočníci          |                   |                        |
| Ben Waine         | 11. června 2001   | Plymouth Argyle FC     |
| Jesse Randall     | 19. srpna 2002    | Wellington Olympic AFC |
| Jay Herdman       | 14. srpna 2004    | Vancouver Whitecaps FC |
| Oskar van Hattum  | 14. dubna 2002    | Wellington Phoenix FC  |
| Liam Gillion      | 17. října 2002    | Auckland City FC       |
| Luis Toomey       | 1. července 2001  | Eastern Suburbs AFC    |

### USA
Hlavní trenér:  Marko Mitrović
| Jméno              | Datum narození     | Klub                   |
| Brankáři           | Brankáři           | Brankáři               |
| ------------------ | ------------------ | ---------------------- |
| Patrick Schulte    | 13. března 2001    | Columbus Crew SC       |
| Gabriel Slonina    | 15. dubna 2004     | KAS Eupen              |
| John Pulskamp      | 19. dubna 2001     | Sporting Kansas City   |
| Obránci            |                    |                        |
| Nathan Harriel     | 23. dubna 2001     | Philadelphia Union     |
| Walker Zimmerman   | 19. května 1993    | Nashville SC           |
| Maximilian Dietz   | 9. února 2002      | SpVgg Greuther Fürth   |
| John Tolkin        | 31. července 2002  | New York Red Bulls     |
| Miles Robinson     | 14. března 1997    | FC Cincinnati          |
| Caleb Wiley        | 22. prosince 2004  | Atlanta United FC      |
| Záložníci          |                    |                        |
| Gianluca Busio     | 28. května 2002    | Benátky FC             |
| Tanner Tessmann -  | 24. září 2001      | Benátky FC             |
| Djordje Mihailovic | 10. listopadu 1998 | Colorado Rapids        |
| Benjamin Cremaschi | 2. března 2005     | Inter Miami CF         |
| Jack McGlynn       | 7. července 2003   | Philadelphia Union     |
| Josh Atencio       | 31. ledna 2002     | Seattle Sounders FC    |
| Jake Davis         | 3. ledna 2002      | Sporting Kansas City   |
| Útočníci           |                    |                        |
| Kevin Paredes      | 7. května 2003     | VfL Wolfsburg          |
| Griffin Yow        | 25. září 2002      | KVC Westerlo           |
| Taylor Booth       | 31. května 2001    | FC Utrecht             |
| Paxten Aaronson    | 26. srpna 2003     | Vitesse                |
| Duncan McGuire     | 5. února 2001      | Orlando City SC        |
| Johan Gomez        | 23. července 2001  | Eintracht Braunschweig |

## Skupina B

### Argentina
Hlavní trenér:  Javier Mascherano
| Jméno              | Datum narození    | Klub                      |
| Brankáři           | Brankáři          | Brankáři                  |
| ------------------ | ----------------- | ------------------------- |
| Gerónimo Rulli     | 20. května 1992   | AFC Ajax                  |
| Leandro Brey       | 21. září 2002     | CA Boca Juniors           |
| Fabricio Iacovich  | 29. ledna 2002    | Estudiantes de La Plata   |
| Obránci            |                   |                           |
| Marco Di Cesare    | 30. ledna 2002    | Racing Club               |
| Julio Soler        | 16. února 2005    | CA Lanús                  |
| Joaquín García     | 21. srpna 2001    | CA Vélez Sarsfield        |
| Bruno Amione       | 3. ledna 2002     | Santos Laguna             |
| Gonzalo Luján      | 21. dubna 2001    | CA San Lorenzo de Almagro |
| Nicolás Otamendi - | 12. února 1988    | Benfica Lisabon           |
| Aarón Quirós       | 31. října 2001    | CA Banfield               |
| Záložníci          |                   |                           |
| Ezequiel Fernández | 25. července 2002 | CA Boca Juniors           |
| Kevin Zenón        | 30. července 2001 | CA Boca Juniors           |
| Cristian Medina    | 1. června 2002    | CA Boca Juniors           |
| Claudio Echeverri  | 2. ledna 2006     | CA River Plate            |
| Santiago Hezze     | 22. října 2001    | Olympiakos Pireus         |
| Juan Nardoni       | 14. července 2002 | Racing Club               |
| Federico Redondo   | 18. ledna 2003    | Inter Miami CF            |
| Útočníci           |                   |                           |
| Julián Álvarez     | 31. ledna 2000    | Manchester City FC        |
| Thiago Almada      | 26. dubna 2001    | Atlanta United FC         |
| Luciano Gondou     | 22. června 2001   | Argentinos Juniors        |
| Giuliano Simeone   | 18. prosince 2002 | Deportivo Alavés          |
| Lucas Beltrán      | 29. března 2001   | ACF Fiorentina            |

### Irák
Hlavní trenér:  Radhi Shenaishil
| Jméno                | Datum narození    | Klub                   |
| Brankáři             | Brankáři          | Brankáři               |
| -------------------- | ----------------- | ---------------------- |
| Hussein Hassan       | 15. října 2002    | Al-Karkh SC            |
| Kumel Al-Rekabe      | 19. srpna 2004    | Naft Al-Basra SC       |
| Hassan Abbas         | 6. ledna 2001     | Amanat Baghdad SC      |
| Obránci              |                   |                        |
| Josef Al-Imam        | 27. července 2004 | BK Olympic             |
| Hussein Ali          | 1. března 2002    | SC Heerenveen          |
| Saad Natiq -         | 19. března 1994   | Al-Quwa Al-Jawiya      |
| Ahmed Maknzi         | 24. září 2001     | Erbil SC               |
| Zaid Tahseen         | 29. ledna 2001    | Al-Talaba SC           |
| Karrar Saad          | 22. března 2001   | Al-Talaba SC           |
| Mustafa Saadoon      | 25. května 2001   | Al-Quwa Al-Jawiya      |
| Hussein Amer         | 28. dubna 2002    | Naft Maysan SC         |
| Záložníci            |                   |                        |
| Ali Jasim            | 20. ledna 2004    | Al-Quwa Al-Jawiya      |
| Ibrahim Bayesh       | 1. května 2000    | Al-Quwa Al-Jawiya      |
| Muntadher Mohammed   | 5. června 2001    | Mes Rafsanjan FC       |
| Karrar Mohammed      | 6. ledna 2001     | Al-Talaba SC           |
| Nihad Mohammed       | 14. ledna 2001    | Al-Talaba SC           |
| Muntadher Abdul-Amir | 6. října 2001     | Al-Zawraa SC           |
| Blnd Hassan          | 12. srpna 2003    | De Graafschap          |
| Útočníci             |                   |                        |
| Hussein Abdullah     | 20. ledna 2001    | Al-Talaba SC           |
| Youssef Amyn         | 21. srpna 2003    | Eintracht Braunschweig |
| Aymen Hussein        | 22. března 1996   | Al-Quwa Al-Jawiya      |
| Ridha Fadhil         | 1. dubna 2001     | Amanat Baghdad SC      |

### Maroko
Hlavní trenér:  Tárik Sektíví
| Jméno                | Datum narození     | Klub                   |
| Brankáři             | Brankáři           | Brankáři               |
| -------------------- | ------------------ | ---------------------- |
| Munír Muhamadí       | 10. května 1989    | Al Wehda               |
| Rašíd Ganímí         | 25. dubna 2001     | Fath Union Sport       |
| Muhammad Ridá Asmamá | 8. února 2002      | Union de Touarga       |
| Obránci              |                    |                        |
| Ašraf Hakimí -       | 4. listopadu 1998  | Paris Saint-Germain FC |
| Akrám Nakáč          | 7. dubna 2002      | Union de Touarga       |
| Mahdí Búkamír        | 26. ledna 2004     | R. Charleroi SC        |
| Adíl Tahíf           | 24. února 2001     | RS Berkane             |
| Zakaríja Úahdí       | 31. prosince 2001  | KRC Genk               |
| Hajtám Manaút        | 18. dubna 2001     | Union de Touarga       |
| Bilál Úadgírí        | 3. srpna 2001      | Fath Union Sport       |
| Záložníci            |                    |                        |
| Benjamin Búčarí      | 13. listopadu 2001 | AS Saint-Étienne       |
| Bilál Channús        | 10. května 2004    | KRC Genk               |
| Jasín Kichtá         | 25. února 2002     | Le Havre AC            |
| Usáma Targalín       | 20. května 2002    | Le Havre AC            |
| Usáma Azúzí          | 29. května 2001    | Bologna FC 1909        |
| Amir Richardson      | 24. ledna 2002     | Stade Reims            |
| Mahdí Mubarík        | 22. ledna 2001     | Raja Casablanca        |
| Útočníci             |                    |                        |
| Elís bin Segír       | 16. února 2005     | AS Monaco FC           |
| Sufján Rahímí        | 2. června 1996     | Al Ajn FC              |
| Ilías Achúmač        | 16. dubna 2004     | Villarreal CF          |
| Mahdí Múhúb          | 5. června 2003     | Raja Casablanca        |
| Abde Ezzalzouli      | 17. prosince 2001  | Real Betis             |

### Ukrajina
Hlavní trenér:  Ruslan Rotaň
| Jméno               | Datum narození     | Klub                |
| Brankáři            | Brankáři           | Brankáři            |
| ------------------- | ------------------ | ------------------- |
| Heorhij Jermakov    | 28. března 2002    | FK Oleksandrija     |
| Kiril Fesjun        | 7. srpna 2002      | FK Šachtar Doněck   |
| Jakiv Kinarejkin    | 22. října 2003     | SK Dnipro-1         |
| Obránci             |                    |                     |
| Illja Krupskij      | 2. října 2004      | FK Vorskla Poltava  |
| Oleksandr Martyňuk  | 25. listopadu 2001 | FK Oleksandrija     |
| Maksym Talovjerov   | 28. června 2000    | LASK                |
| Oleksij Sych        | 1. dubna 2001      | FK Ruch Lvov        |
| Volodymyr Saljuk    | 25. června 2002    | FK Černomorec Oděsa |
| Arsenij Batahov     | 5. března 2002     | FK Zorja Luhansk    |
| Jevhen Pavljuk      | 18. srpna 2002     | FK Vorskla Poltava  |
| Záložníci           |                    |                     |
| Valentyn Rubčynskyj | 15. února 2002     | SK Dnipro-1         |
| Oleh Očeretko       | 25. května 2003    | FK Šachtar Doněck   |
| Mykola Mychajlenko  | 22. května 2001    | FK Dynamo Kyjev     |
| Maksym Braharu      | 21. července 2002  | FK Dynamo Kyjev     |
| Maksym Chlan        | 27. ledna 2003     | Lechia Gdańsk       |
| Vladyslav Veleten   | 1. října 2002      | FK Kolos Kovalivka  |
| Oleh Fedor          | 23. července 2004  | FK Ruch Lvov        |
| Dmytro Kryskiv      | 6. října 2000      | FK Šachtar Doněck   |
| Kyrylo Sihejev      | 16. května 2004    | FK Šachtar Doněck   |
| Artem Šuljanskyj    | 11. dubna 2001     | FK Oleksandrija     |
| Útočníci            |                    |                     |
| Ihor Krasnopir      | 1. prosince 2002   | FK Ruch Lvov        |
| Danylo Sikan -      | 16. dubna 2001     | FK Šachtar Doněck   |

## Skupina C

### Dominikánská republika
Hlavní trenér:  Ibai Gómez
| Jméno               | Datum narození     | Klub                        |
| Brankáři            | Brankáři           | Brankáři                    |
| ------------------- | ------------------ | --------------------------- |
| Xavier Valdez       | 23. listopadu 2003 | Houston Dynamo FC           |
| Enrique Bösl        | 7. února 2004      | FC Ingolstadt 04            |
| Anthony Núñez       | 14. října 2005     | Mansfield Town FC           |
| Obránci             |                    |                             |
| Francisco Marizán   | 28. března 2006    | FC Volendam                 |
| Edgar Pujol         | 7. srpna 2004      | Real Madrid                 |
| Luiyi de Lucas      | 31. srpna 1994     | AEL Limassol                |
| Joao Urbáez         | 24. července 2002  | CD Leganés                  |
| Nelson Lemaire      | 19. října 2001     | Royale Union Saint-Gilloise |
| Thomas Jungbauer    | 30. července 2005  | SK Dynamo České Budějovice  |
| Záložníci           |                    |                             |
| Josué Báez          | 23. května 2002    | O&M FC                      |
| Heinz Mörschel      | 24. srpna 1997     | Újpest FC                   |
| Ángel Montes de Oca | 18. února 2001     | Cibao FC                    |
| Edison Azcona       | 21. listopadu 2003 | Las Vegas Lights FC         |
| Omar de la Cruz     | 26. srpna 2001     | SCR Peña Deportiva          |
| Fabian Messina      | 16. září 2002      | FSV Frankfurt               |
| Útočníci            |                    |                             |
| Óscar Ureña         | 31. května 2003    | CD Leganés                  |
| Rafael Núñez        | 25. ledna 2002     | Elche CF                    |
| Peter González      | 25. července 2002  | Valencia CF                 |
| José de León        | 2. března 2004     | Deportivo Alavés            |
| Nowend Lorenzo -    | 2. listopadu 2002  | CA Osasuna                  |

### Egypt
Hlavní trenér:  Rogério Micale
| Jméno             | Datum narození     | Klub                      |
| Brankáři          | Brankáři           | Brankáři                  |
| ----------------- | ------------------ | ------------------------- |
| Hamzá Alá         | 1. března 2001     | Al-Ahly SC                |
| Alí Gabrí         | 14. února 2001     | Ceramica Cleopatra FC     |
| Muhammad Sahá     | 1. května 2001     | Al Mokawloon Al Arab SC   |
| Obránci           |                    |                           |
| Omar Fajed        | 4. července 2003   | FK Novi Pazar             |
| Ahmád Aíd         | 1. ledna 2001      | Al-Masry SC               |
| Hosám Abdalmagíd  | 30. dubna 2001     | Zamalek SC                |
| Karím Debés       | 3. června 2003     | Al-Ahly SC                |
| Muhammad Tárik    | 20. dubna 2002     | Al-Masry SC               |
| Ahmád Abdalnabí   | 20. dubna 2002     | ZED FC                    |
| Muhammad Magrábí  | 28. dubna 2001     | Smouha Sporting Club      |
| Záložníci         |                    |                           |
| Ahmád Atíf        | 19. prosince 2002  | ZED FC                    |
| Muhammad Šeháta   | 8. února 2001      | Zamalek SC                |
| Mahmúd Sábir      | 30. července 2001  | Pyramids FC               |
| Zíad Kamál        | 1. ledna 2001      | Zamalek SC                |
| Ibrahim Adil      | 23. dubna 2001     | Pyramids FC               |
| Mustafa Sád       | 22. srpna 2001     | ZED FC                    |
| Ahmád Nabíl Kuká  | 4. července 2001   | Al-Ahly SC                |
| Ahmád Sajed       | 10. ledna 1996     | Zamalek SC                |
| Muhammad Alnaní - | 11. července 1992  | Arsenal FC                |
| Muhammad Hamdí    | 26. února 2003     | ENPPI SC                  |
| Útočníci          |                    |                           |
| Usáma Fajsál      | 1. ledna 2001      | National Bank of Egypt SC |
| Bilál Mažár       | 21. listopadu 2003 | Panathinaikos Athény      |

### Španělsko
Hlavní trenér:  Santi Denia
| Jméno              | Datum narození     | Klub                   |
| Brankáři           | Brankáři           | Brankáři               |
| ------------------ | ------------------ | ---------------------- |
| Arnau Tenas        | 30. května 2001    | Paris Saint-Germain FC |
| Joan García        | 4. května 2001     | RCD Espanyol           |
| Alejandro Iturbe   | 2. září 2003       | Atlético Madrid        |
| Obránci            |                    |                        |
| Marc Pubill        | 20. června 2003    | UD Almería             |
| Juan Miranda       | 19. ledna 2000     | Real Betis             |
| Eric García        | 9. ledna 2001      | Girona FC              |
| Pau Cubarsí        | 22. ledna 2007     | FC Barcelona           |
| Jon Pacheco        | 8. ledna 2001      | Real Sociedad          |
| Miguel Gutiérrez   | 27. července 2001  | Girona FC              |
| Cristhian Mosquera | 27. června 2004    | Valencia CF            |
| Juanlu Sánchez     | 15. srpna 2003     | Sevilla FC             |
| Záložníci          |                    |                        |
| Pablo Barrios      | 15. června 2003    | Atlético Madrid        |
| Beñat Turrientes   | 31. ledna 2002     | Real Sociedad          |
| Álex Baena         | 20. července 2001  | Villarreal CF          |
| Aimar Oroz         | 27. listopadu 2001 | CA Osasuna             |
| Adrián Bernabé     | 26. května 2001    | Parma Calcio 1913      |
| Útočníci           |                    |                        |
| Diego López        | 13. května 2002    | Valencia CF            |
| Abel Ruiz -        | 28. ledna 2000     | SC Braga               |
| Fermín López       | 11. května 2003    | FC Barcelona           |
| Sergio Gómez       | 4. září 2000       | Manchester City FC     |
| Samu Omorodion     | 5. května 2004     | Deportivo Alavés       |
| Sergio Camello     | 10. února 2001     | Rayo Vallecano         |

### Uzbekistán
Hlavní trenér:  Timur Kapadze
| Jméno                      | Datum narození    | Klub               |
| Brankáři                   | Brankáři          | Brankáři           |
| -------------------------- | ----------------- | ------------------ |
| Abduvohid Nematov          | 20. března 2001   | FK Nasaf           |
| Vladimir Nazarov           | 8. června 2002    | Pachtakor FK       |
| Chamidillo Abdunabijev     | 20. srpna 2002    | FK Olympik Taškent |
| Obránci                    |                   |                    |
| Sajdazamat Mirsajdov       | 19. července 2001 | FK Olympik Taškent |
| Abdukodir Chusanov         | 29. února 2004    | RC Lens            |
| Husniddin Aliqulov         | 4. dubna 1999     | Çaykur Rizespor    |
| Muchammadkodir Chamralijev | 6. července 2001  | Pachtakor FK       |
| Ibrochimchalil Juldošev    | 14. února 2001    | FK Kajrat Almaty   |
| Zafarmurod Abdurachmatov   | 28. dubna 2003    | FK Nasaf           |
| Asadbek Rachimjonov        | 17. února 2004    | FK Olympik Taškent |
| Záložníci                  |                   |                    |
| Jasurbek Jaloliddinov      | 15. května 2002   | FK Neftči Fergana  |
| Umarali Rachmonalijev      | 18. srpna 2003    | FK Rubin Kazaň     |
| Dijor Cholmatov            | 22. července 2002 | Pachtakor FK       |
| Abdurauf Burijev           | 20. července 2002 | FK Olympik Taškent |
| Ibrochim Ibrochimov        | 12. ledna 2001    | FK Olympik Taškent |
| Bechruz Askarov            | 8. března 2003    | Pachtakor FK       |
| Útočníci                   |                   |                    |
| Abbosbek Fajzullajev       | 3. října 2003     | PFK CSKA Moskva    |
| Ruslanbek Jijanov          | 5. června 2001    | FK Navbahor        |
| Chusajin Norčajev          | 6. února 2002     | FK Neftči Fergana  |
| Oston Urunov               | 29. prosince 2000 | Persepolis FC      |
| Eldor Šomurodov -          | 29. června 1995   | Cagliari Calcio    |
| Ališer Odilov              | 15. července 2001 | FK Olympik Taškent |

## Skupina D

### Izrael
Hlavní trenér:  Guy Luzon
| Jméno            | Datum narození    | Klub                    |
| Brankáři         | Brankáři          | Brankáři                |
| ---------------- | ----------------- | ----------------------- |
| Omer Nir'on      | 17. dubna 2001    | Maccabi Netanya FC      |
| Niv Eliasi       | 1. února 2002     | Hapoel Beer Ševa FC     |
| Roy Sason        | 13. prosince 2001 | Bnei Jehuda Tel Aviv FC |
| Obránci          |                   |                         |
| Ilay Feingold    | 23. srpna 2004    | Makabi Haifa FC         |
| Sean Goldberg    | 25. srpna 1995    | Makabi Haifa FC         |
| Stav Lemkin      | 2. dubna 2003     | FK Šachtar Doněck       |
| Roy Revivo       | 22. května 2003   | Maccabi Tel Aviv FC     |
| Osher Davida     | 18. února 2001    | Maccabi Tel Aviv FC     |
| Noam Ben Harush  | 13. května 2005   | Hapoel Haifa FC         |
| Or Israelov      | 2. září 2004      | Hapoel Tel Aviv FC      |
| Noam Malmoud     | 2. srpna 2002     | Hapoel Jeruzalém FC     |
| Záložníci        |                   |                         |
| Omri Gandelman - | 16. května 2000   | KAA Gent                |
| Ethan Azoulay    | 26. května 2002   | Maccabi Netanya FC      |
| Oscar Gloukh     | 1. dubna 2004     | FC Red Bull Salzburg    |
| Ayano Preda      | 29. dubna 2002    | Hapoel Jeruzalém FC     |
| Adi Yona         | 17. dubna 2004    | Bejtar Jeruzalém FC     |
| Ido Shahar       | 20. srpna 2001    | Maccabi Tel Aviv FC     |
| Niv Yehoshua     | 28. ledna 2005    | Maccabi Petah Tikva FC  |
| Útočníci         |                   |                         |
| Dor Turgeman     | 24. října 2003    | Maccabi Tel Aviv FC     |
| Liel Abada       | 3. října 2001     | Charlotte FC            |
| Elad Madmon      | 10. února 2004    | Maccabi Tel Aviv FC     |
| Idan Gorno       | 9. srpna 2004     | Maccabi Petah Tikva FC  |

### Japonsko
Hlavní trenér:  Gó Óiwa
| Jméno                | Datum narození    | Klub                 |
| Brankáři             | Brankáři          | Brankáři             |
| -------------------- | ----------------- | -------------------- |
| Leo Kokubo           | 23. ledna 2001    | Benfica Lisabon      |
| Taiši Brandon Nozawa | 25. prosince 2002 | FC Tokio             |
| Masato Sasaki        | 1. května 2002    | Kašiwa Reysol        |
| Obránci              |                   |                      |
| Kaitó Suzuki         | 25. srpna 2002    | Júbilo Iwata         |
| Rjúja Nišio          | 16. května 2001   | Cerezo Ósaka         |
| Hiroki Sekine        | 11. srpna 2002    | Kašiwa Reysol        |
| Seidži Kimura        | 24. srpna 2001    | Sagan Tosu           |
| Kóta Takai           | 4. září 2004      | Kawasaki Frontale    |
| Ajumu Óhata          | 27. dubna 2001    | Urawa Red Diamonds   |
| Takaši Učino         | 7. března 2001    | Fortuna Düsseldorf   |
| Záložníci            |                   |                      |
| Sóta Kawasaki        | 30. července 2001 | Kjóto Sanga FC       |
| Rihito Jamamoto      | 12. prosince 2001 | K. Sint-Truidense VV |
| Joel Čima Fudžita -  | 16. února 2002    | K. Sint-Truidense VV |
| Kóki Saitó           | 10. srpna 2001    | Sparta Rotterdam     |
| Rjótaró Araki        | 29. ledna 2002    | FC Tokio             |
| Šunsuke Mitó         | 28. září 2002     | Sparta Rotterdam     |
| Fuki Jamada          | 10. července 2001 | Tokio Verdy          |
| Útočníci             |                   |                      |
| Šóta Fudžio          | 2. května 2001    | FC Mačida Zelvia     |
| Maó Hosoja           | 7. září 2001      | Kašiwa Reysol        |
| Ju Hirakawa          | 3. ledna 2001     | FC Mačida Zelvia     |
| Kein Sató            | 11. července 2001 | Werder Brémy         |
| Asahi Uenaka         | 1. listopadu 2001 | Jokohama F. Marinos  |

### Mali
Hlavní trenér:  Alou Badra Diallo
| Jméno                  | Datum narození     | Klub                       |
| Brankáři               | Brankáři           | Brankáři                   |
| ---------------------- | ------------------ | -------------------------- |
| Lassine Diarra         | 11. listopadu 2002 | Olympique Lyon             |
| Oumar Coulibaly        | 19. prosince 2002  | CO Bamako                  |
| Hassane Sadawie Diarra | 30. listopadu 2004 | AS Real Bamako             |
| Obránci                |                    |                            |
| Fodé Doucouré          | 3. února 2001      | Red Star FC                |
| Hamidou Diallo         | 26. ledna 2002     | SC Farense                 |
| Mamadou Tounkara       | 14. prosince 2001  | Vitória SC                 |
| Ibrahima Cissé         | 15. února 2001     | FC Schalke 04              |
| Mohamed Cisset         | 28. května 2004    | Penn State Nittany Lions   |
| Ahmed Diomandé         | 15. prosince 2002  | Ittifaq Marrákeš           |
| Záložníci              |                    |                            |
| Coli Saco              | 15. května 2002    | SSC Ancona                 |
| Boubacar Traoré -      | 20. srpna 2001     | Wolverhampton Wanderers FC |
| Salam Jiddou           | 1. února 2000      | ES Sétif                   |
| Issouf Sissokho        | 30. ledna 2002     | FC Girondins de Bordeaux   |
| Brahima Diarra         | 5. července 2003   | Huddersfield Town AFC      |
| Moussa Diakité         | 4. listopadu 2003  | Cádiz CF                   |
| Mohamadou Lamine Bah   | 23. října 2001     | Olympique Béja             |
| Fady Sidiki Coulibaly  | 27. ledna 2002     | Stade Malien               |
| Útočníci               |                    |                            |
| Wilson Samaké          | 30. března 2004    | Stade Rennais FC           |
| Cheickna Doumbia       | 14. června 2003    | Al-Ahli Dubai              |
| Thiemoko Diarra        | 19. dubna 2003     | LB Châteauroux             |
| Demba Diallo           | 13. října 2000     | Manisa FK                  |
| Issoufi Maïga          | 12. února 2002     | Académico de Viseu FC      |

### Paraguay
Hlavní trenér:  Carlos Jara Saguier
| Jméno                | Datum narození     | Klub                       |
| Brankáři             | Brankáři           | Brankáři                   |
| -------------------- | ------------------ | -------------------------- |
| Gatito Fernández     | 29. března 1988    | Botafogo FR                |
| Rodrigo Frutos       | 6. ledna 2003      | Club Olimpia               |
| Facundo Insfrán      | 4. května 2006     | Club Olimpia               |
| Obránci              |                    |                            |
| Alan Núñez           | 1. října 2004      | Cerro Porteño              |
| Ronaldo de Jesús     | 21. dubna 2001     | Cerro Porteño              |
| Daniel Rivas         | 6. prosince 2001   | Club Nacional              |
| Gilberto Flores      | 1. dubna 2003      | Sportivo Trinidense        |
| Alexis Cantero       | 5. února 2003      | Club Guaraní               |
| Fabián Balbuena      | 23. srpna 1991     | FK Dynamo Moskva           |
| Fernando Román       | 23. února 2001     | Club Guaraní               |
| Záložníci            |                    |                            |
| Marcos Gómez         | 10. listopadu 2001 | Club Olimpia               |
| Diego Gómez -        | 27. března 2003    | Inter Miami CF             |
| Wilder Viera         | 4. března 2002     | Cerro Porteño              |
| Julio Enciso         | 23. ledna 2004     | Brighton & Hove Albion FC  |
| Ángel Cardozo Lucena | 19. října 1994     | Club Libertad              |
| Rubén Lezcano        | 9. února 2004      | Club Libertad              |
| Útočníci             |                    |                            |
| Marcelo Fernández    | 25. října 2001     | Club Libertad              |
| Kevin Parzajuk       | 9. srpna 2002      | Club Olimpia               |
| Enso González        | 20. ledna 2005     | Wolverhampton Wanderers FC |
| Gustavo Caballero    | 21. září 2001      | Club Nacional              |
| Marcelo Pérez        | 23. března 2001    | CA Huracán                 |
| Tiago Caballero      | 27. května 2005    | Club Nacional              |